# Утро попугая Кеши
«Утро попугая Кеши» — четвёртый мультфильм из серии «Возвращение блудного попугая», созданный в 2002 году киностудией «Союзмультфильм». Участвовал в конкурсной программе фестиваля анимационного кино в Суздале в 2003 году. Это последний мультфильм, в создании которого приняла участие Клара Румянова. Мультфильм основан по книжке Александра Курляндского «Спокойной ночи, Кеша» (издательство «Самовар»).

## Сюжет
Попугай Кеша смотрит телевизор, но обидевшись, выключает его, так как про различных животных кино снимают, а про него — нет. И тогда Вовка предлагает ему снять на видеокамеру фильм, который Кеша называет «Утро попугая Кеши».
После двух неудачных дублей с утренней зарядкой и уборкой комнаты пылесосом, попугай решает снять фильм о приготовлении супа. Но готовит он неправильно: картошку закладывает в кожуре, пересаливает, кладёт варенье, путает мыло с маслом. В конце концов вода выплёскивается из кастрюли и заливает газ на плите, который, накопившись, при поджигании спичкой взрывается.
Когда Кеша всё же предлагает продолжить дальнейшие съёмки фильма, Вовка советует ему сначала подучиться, после чего начинает задавать хвастливому и самоуверенному попугаю вопросы, на которые тот либо даёт неправильные ответы, либо хитрит и выкручивается. Всё это приводит к неожиданному и плачевному результату…

## Создатели
- Автор сценария — Александр Курляндский
- Режиссёр — Александр Давыдов
- Типажи — Анатолий Савченко
- Художник-постановщик — Елизавета Жарова
- Композитор — Резо Чиринашвили
- Звукооператор — Владимир Орёл
- Роли озвучивали:
  - Ольга Шорохова — Вовка / оператор телефона
  - Игорь Христенко — попугай Кеша / сказочница
  - Клара Румянова — ворона Клара
- Художники-мультипликаторы — Ольга Орлова, Галина Золотовская, Ольга Васина, Дмитрий Куликов, Владимир Шевченко, Иосиф Куроян, Александр Давыдов
- Оператор — Кабул Расулов
- Редактор — Татьяна Папорова
- Директор картины — Василий Зверев
- Продюсер — Эрнeст Рахимов

## Персонажи
Действующие персонажи прописаны в основной статье — «Возвращение блудного попугая».